# Henk Heida
Hendrik (Henk) Heida (Bakkum, 9 november 1932) is een Nederlandse voormalige atleet, die zich had toegelegd op de middellange afstand. Daarbij maakte hij vooral naam op de 800 m. Hij werd tweemaal Nederlands kampioen op dit nummer en verbeterde in 1960 driemaal het nationale record. Hij was ook de eerste Nederlander die deze afstand binnen de 1 min. en 50 sec. aflegde. Tienmaal maakte hij deel uit van de Nederlandse landenploeg.

## Biografie

### Wim Slijkhuis als voorbeeld
Heida begon zijn atletiekloopbaan toen hij vijftien jaar was, nadat hij eerst aan voetbal en korfbal had gedaan. Aangestoken door het succes van Wim Slijkhuis, met wie hij later ook nog geruime tijd - samen met AAC-er Harry Janssen - zou trainen in de bossen van Laren en omgeving, meldde hij zich in 1948 aan bij atletiekvereniging Doves in Heiloo. Dat hij over talent beschikte, bewees hij al in het jaar erop. Op de 600 m verwezenlijkte hij als B-junior een tijd van 1.31,4 en daarmee stond hij eind 1949 op de zevende plaats van de nationale juniorenranglijst.
In 1951 stapte de atleet uit Bakkum - na een stilstand van twee jaar - over naar het Amsterdamse AV'23, waarvan hij voor de rest van zijn atletiekactiviteiten lid zou blijven. In 1952 vertegenwoordigde hij Nederland voor de eerste maal in een jeugdinterland tegen België. In datzelfde jaar kwam hij op de 800 m met 1.59,8 voor het eerst onder de twee minuten. Vanaf juli 1952 vervulde hij zijn militaire dienstplicht, verbeterde hij zijn beste tijd op de 800 m tot 1.57,9 en werd hij hierop tweede bij de nationale militaire kampioenschappen. Bij de nationale baankampioenschappen van 1953 behaalde hij zijn eerste aansprekende prestatie door vijfde te worden op deze afstand, die werd gewonnen door de Zaankanter Jan Rem.

### Wedstrijdloze periode
In de periode 1953–1956 kwam Henk Heida niet aan wedstrijdatletiek toe. Dit had twee oorzaken. Ten eerste had hij in die periode ernstige rugklachten, ten tweede was hij na zijn militaire diensttijd in 1954 begonnen aan een studie voor assistent-accountant, nam hij in 1955 deel aan het staatsexamen voor HBS-B en was hij daarna aan de Universiteit van Amsterdam aan een studie begonnen die tot 1962 zou voortduren en die als studierichtingen de vakken microbiologie, biochemie, aquatische ecologie, wijsbegeerte, symbolische logica en wiskunde omvatte.

### Presteren op nationaal niveau
In 1956 pakte Heida naast zijn studie de atletiekdraad weer op en prompt werd hij dat jaar op de 1500 m studentenkampioen; bovendien liep hij op de 800 m een beste tijd van 1.58,4. Het jaar erna klom hij met zijn prestaties op tot nationaal niveau. Met beste tijden van 1.53,1 op de 800 en 4.01,9 op de 1500 m werd hij een serieuze kandidaat voor nationale titels. In 1957 wist Meindert Blankenstein hem tijdens de Nederlandse baankampioenschappen op de 800 m echter nog te weerstaan en werd Heida tweede. Zijn studententitel op de 1500 m prolongeerde hij, evenals het jaar erna, toen hij bij de studenten zelfs dubbelkampioen werd. Heida won dat jaar zowel de 800 als de 1500 m. Bij de "echte" Nederlandse kampioenschappen werd hij in 1958 echter opnieuw tweede, ditmaal achter Henk Haus. Zijn beste 800 metertijd had hij inmiddels wel opgekrikt tot 1.51,3, wat nog maar een goede halve seconde verwijderd was van het nationale record van Blankenstein (1.50,7). Op de 1500 m stond zijn PR aan het einde van 1958 inmiddels op 3.58,3.

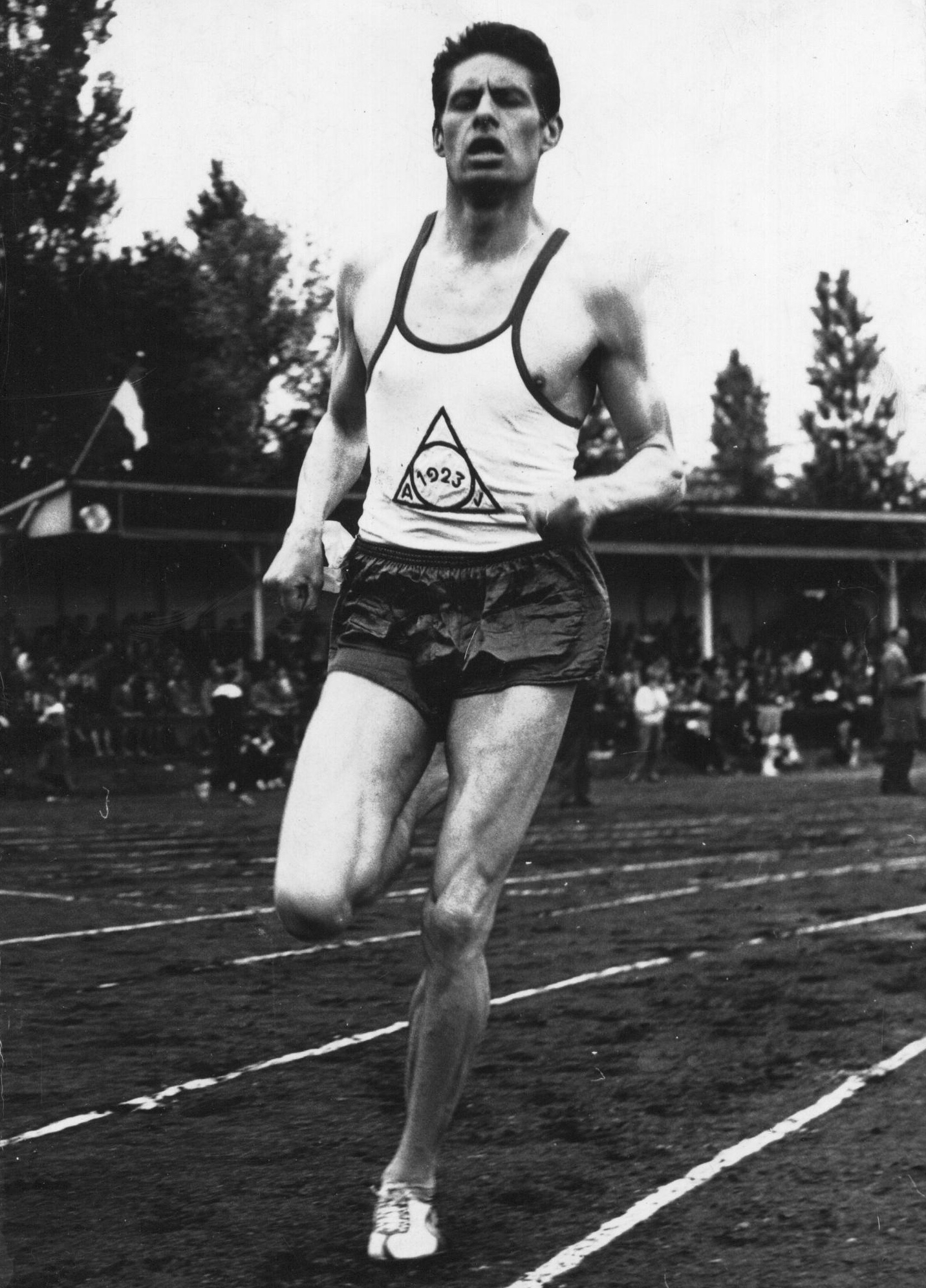
Henk Heida in actie.

Intussen had hij dat jaar ook zijn eerste grote internationale toernooi ervaren: de Europese kampioenschappen te Stockholm. Dat werd geen succes. Heida: "Ik raakte al na de start van de serie bij toeval ingesloten en werd kansloos uitgeschakeld." Hij werd in zijn serie zesde in een tijd van 1.52,3.

### Eerste nationale titel
In 1959 behaalde Henk Heida eindelijk zijn eerste nationale titel. Na twee achtereenvolgende NK's met zilver genoegen te hebben genomen, was hij bij de Nederlandse kampioenschappen in Rotterdam ditmaal de beste. In 1.54,2 versloeg hij voor de eerste keer de Surinamer Wim Esajas en werd hij kampioen op de 800 m. Op de 1500 m scherpte hij dat jaar zijn beste tijd ooit aan tot 3.48,3 en op de incourante 1000 m kwam hij bij een wedstrijd in Parijs begin oktober tot 2.21,5, een Nederlands record. Heida heeft deze wedstrijd, waar hij de beroemde Franse atleet Michel Jazy bijna klopte –"ik werd in een heel sterk veld tweede"– altijd als zijn beste prestatie beschouwd. Dat zijn tijd ertoe deed, bleek aan het eind van het jaar uit de wereldranglijst; daarop stond hij als dertiende geklasseerd. Het record werd pas in 1974 door Haico Scharn verbeterd. Op de 400 m zette hij ten slotte met 49,7 s een tijd binnen de 50 seconden neer.

### Onder de 1.50
Voor de atletiekliefhebbers zal Henk Heida echter vooral te boek blijven staan als de eerste Nederlander die de 800 m binnen de 1 min. 50 sec. aflegde. Eerder al in juli 1960 had hij het Nederlandse record van Blankenstein en Jan van Uden aangescherpt van 1.50,7 tot 1.50,4. Een week later, op 24 juli 1960 in Eindhoven, veroverde hij zijn tweede Nederlandse titel en stelde daarbij zijn eigen record alweer verder bij tot 1.50,2. Ten slotte liep hij op 13 augustus 1960 in Londen de 800 m van zijn leven in 1.49,8. Een teleurstelling was dat hij opnieuw de limiettijd van 1.48,5 voor de Spelen in Rome niet had gehaald. Het was meteen ook zijn laatste kans. Heida doorbrak met zijn tijd onder de 1.50,0 voor de Nederlandse atletieksport een belangrijke psychologische barrière, want in de jaren die volgden zouden velen hem volgen. In Keulen kwam hij dat jaar ook nog eens tot zijn beste 1500 m ooit, 3.48,1.
Dat Heida die zomer in de vorm van zijn leven verkeerde, moge ook blijken uit zijn relaas over die bewuste Nederlandse kampioenschappen. "Nadat ik de 800 meter had gewonnen, trok ik voor Blankensteijn de 1500 meter aan. Het was een uur na de 800 en ik was me er niet van bewust, dat ik die dag tot alles in staat was geweest. Wat bleek? Ik liep niet, ik vloog! De slopende 800 meter had mijn spieren volkomen losgemaakt en opnieuw met zuurstofrijk bloed verzadigd. Wist niet wat me gebeurde. Voelde helemaal geen vermoeidheid, toen ik in 57 seconden de eerste 400 m doorkwam en in 1.56 min. de eerste 800 meter. En toen? Toen stopte ik, zoals was afgesproken!! Meindert Blankensteijn - de latere kampioen - lag toen al op 40 meter. Nog zie ik het beteuterde gezicht van Jo Moerman, die de tussentijden doorgaf, en hoor ik hem zeggen: 'Henk, Jezus jongen, wat doe je nou, was toch doorgelopen!' Maar ja, daar stond ik, in het geheel nog niet vermoeid!
Je weet natuurlijk nooit wat er gebeurd zou zijn, of de verzuring alsnog was gekomen en meedogenloos in de laatste drie honderd meter zou hebben toegeslagen! Doch alle ingewijden die me toen zagen lopen, waren van mening dat ik die dag een wereldtijd had kunnen lopen en het onaantastbaar geachte Nederlandse record van Wim Slijkhuis, dat op 3.43,8 min. stond, had kunnen breken. Maar, ik stond stil!"

### Einde atletiekloopbaan
Daarna was het met de atletiekcarrière van Henk Heida gedaan. Hoewel dat uiteindelijk een weloverwogen keuze was, werd de beslissing ingeluid door een ongeval. Heida: "In begin januari 1961 heb ik in Hochsölden, Oostenrijk, bij een ski-ongeval mijn rechter enkel- en kniebanden gescheurd, zodanig dat ik acht maanden niet meer kon hardlopen. Ik was toen 28 jaar, had het gevoel mijn top nog niet te hebben bereikt, doch besloot te stoppen om mijn studie te kunnen afmaken. Deze had ernstig te lijden onder mijn bezeten prestatiedrang." Die zeer nadelige invloed op zijn studie bracht hem in najaar 1967 nog eenmaal in het landelijke sportnieuws. In een artikel in het weekblad Folia Civitatis, van de Universiteit van Amsterdam, kwam hij tot de geruchtmakende uitspraak: "Topsport stompt af!" Het leidde tot een wekenlang durende, soms heftige discussie tussen voor- en tegenstanders.

### Maatschappelijke loopbaan
Heida rondde eind 1962 zijn universitaire studie af, waarna hij begin 1963 werd benoemd tot Hoofd van het Biologisch-chemisch Laboratorium van de GGD te Amsterdam. Zijn hoofdtaak was het onderzoek luchtverontreiniging. Vervolgens richtte hij in 1976 het Gemeentelijk Centraal Milieulaboratorium Amsterdam op, waarover hij tot 1989 als directeur de scepter zwaaide. Ten slotte was hij ook oprichter van OMEGAM (Onderzoek voor Milieu en Grondmechanica- Gemeente Amsterdam), waarvan hij in datzelfde jaar opnieuw de eerste directeur werd, een functie die hij tot zijn pensionering in 1997 zou blijven bekleden. Henk Heida schreef meer dan dertig Engelstalige wetenschappelijke publicaties over zijn vakgebied. Als raadslid van zijn woonplaats Purmerend was hij van 1998 tot 2018 voorts politiek zeer betrokken. Bij zijn afscheid in 2018 ontving hij een gemeentelijke onderscheiding en werd hij bovendien benoemd tot Lid in de Orde van Oranje-Nassau.

### Ruim twaalfhonderd parachutesprongen
Heida heeft na 1961 weliswaar voorrang gegeven aan zijn maatschappelijke loopbaan, sportief is hij altijd gebleven. Voetbal, paardrijden, skiën, plankzeilen, schermvliegen, schaatsen en snelwandelen, hij heeft het allemaal bedreven en sommige ervan beoefent hij tot op de dag van vandaag. Maar zijn belangrijkste sportieve activiteit is van 1991 tot 2011 toch het parachutespringen geweest. Met soms meer dan 100 formatiesprongen per jaar en zijn duizendste sprong in februari 2005 in Tozeur, Tunesië, heeft Heida in deze speciale discipline met in het geheel 1214 sprongen een indrukwekkende staat van dienst opgebouwd. Hij was hier zelfs zozeer bij betrokken geraakt, dat hij van 1998 tot 2001 voorzitter was van de Sportcommissie van de KNVvL, afdeling Parachutespringen.

### Maatschappelijke en bestuurlijke bezigheden
Daarnaast heeft de Noord-Hollander Henk Heida een scala aan maatschappelijke en bestuurlijke activiteiten opgebouwd. Een overzicht:
- 1968-1970 Lid Hoofdbestuur van de Nederlandse Kappersbond
- 1970-1994 Wetenschappelijk Redacteur Excerpta Medica – Elsevier Scientific Publishers, secties milieu en arbeidsgeneeskunde
- 1970-1976 Lid Commission Sanitaire, subcommissie Lucht – EEG, Luxemburg
- 1978-1982 Gemeenteraadslid Beemster en Lid Waterlandraad VVD
- 1974-1978 Bestuurslid VVD, afdeling Purmerend
- 1974-1994 Lid Algemeen Bestuur Zuiveringschap Amstel- en Gooiland, waarbij van 1987-1994 lid Dagelijks Bestuur, portefeuillehouder Financiën
- 1980-1997 Wetenschappelijke artikelen lucht-waterverontreiniging, arbeidshygiëne en milieutoxicologie
- 1986-1987 Lid WHO-Werkgroep "Risk Assessment Dioxins"
- 1986-1996 Lid Duits-Ned. Werkgroep modellen verkeersluchtverontreiniging
- 1978-1982 Raadslid voor de VVD van de gemeente Beemster
- 1998-2003 Raadslid voor de VVD van de gemeente Purmerend.
- 2003-2006 Raadslid Purmerend voor eigen lijst.
- 2007-2018 Raadslid voor Leefbaar Purmerend, gemeente Purmerend.[2]
- 1998-2001 Voorzitter Sportcommissie, afdeling Parachutespringen, KNVvL
- 2000-2019 Coördinator Weidevogelbescherming Waterland

## Nederlandse kampioenschappen
| Onderdeel | Jaar       |
| --------- | ---------- |
| 800 m     | 1959, 1960 |

## Persoonlijke records
| Onderdeel | Prestatie      | Datum             | Plaats    |
| --------- | -------------- | ----------------- | --------- |
| 400 m     | 49,7 s         | 20 september 1959 | Amsterdam |
| 800 m     | 1.49,8 (ex-NR) | 13 augustus 1960  | Londen    |
| 1000 m    | 2.21,5 (ex-NR) | 3 oktober 1959    | Parijs    |
| 1500 m    | 3.48,1         | 15 juni 1960      | Keulen    |

## Onderscheidingen
- Unie-erekruis in goud van de KNAU - 1966
- Lid in de Orde van Oranje-Nassau - 2018
- Eremedaille van de stad Purmerend - 2018